# Schiltach
Schiltach is een plaats in de Duitse deelstaat Baden-Württemberg, en maakt deel uit van het Landkreis Rottweil.
Schiltach telt 3.801 inwoners.

## Economie
Schiltach is vestigingsplaats van hansgrohe SE, een grote fabrikant van sanitair. 

## Bezienswaardigheden
- Het stadje bezit een aantal schilderachtige gebouwen, zie hieronder: Galerij
- Het bedrijf hansgrohe SE heeft te Schiltach nabij de hoofdzetel een klein bedrijfsmuseum ingericht op het gebied van badkamerinrichting.

## Belangrijke personen in relatie tot de gemeente

### Geboren
- Friedrich Grohe (1904-1983), zoon van Hans Grohe, Duits ondernemer, oprichter van Grohe AG

### Overig
- Hans Grohe (1871-1955), geboren te Luckenwalde, Duits ondernemer, oprichter van hansgrohe SE

## Galerij

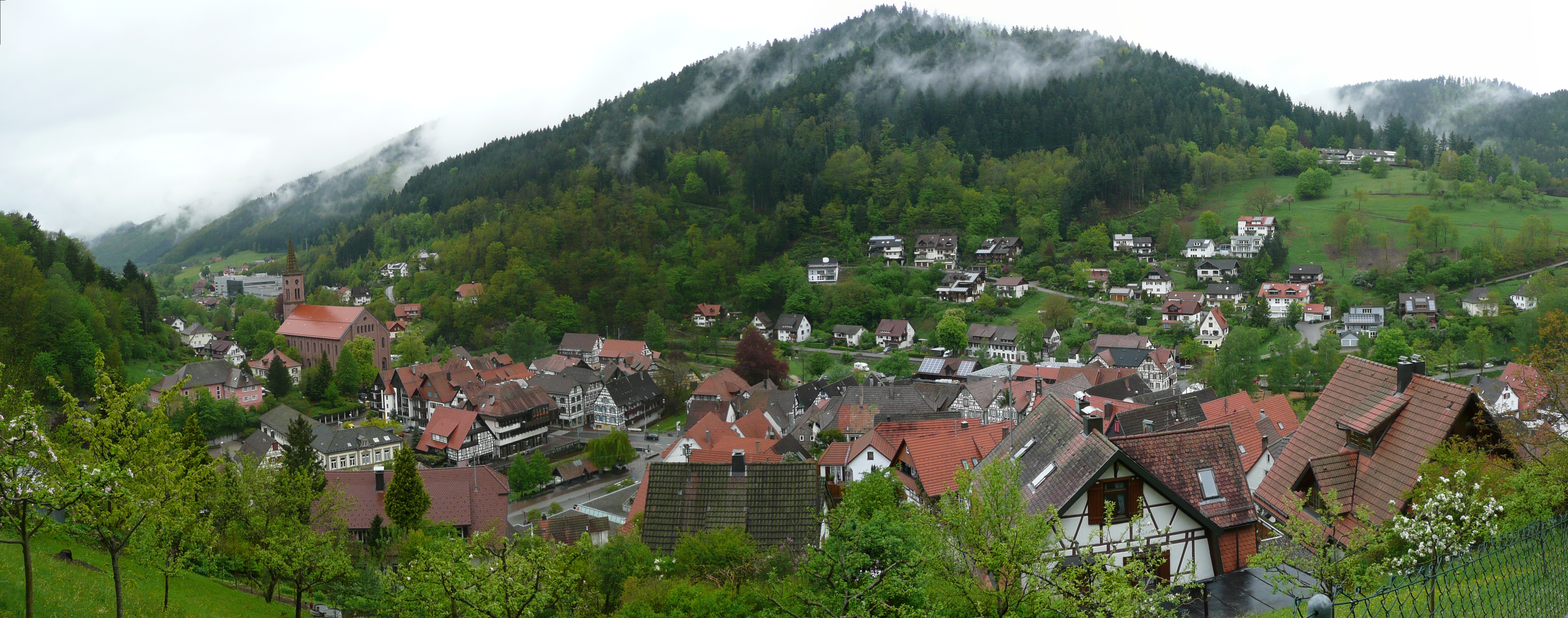
Schiltach
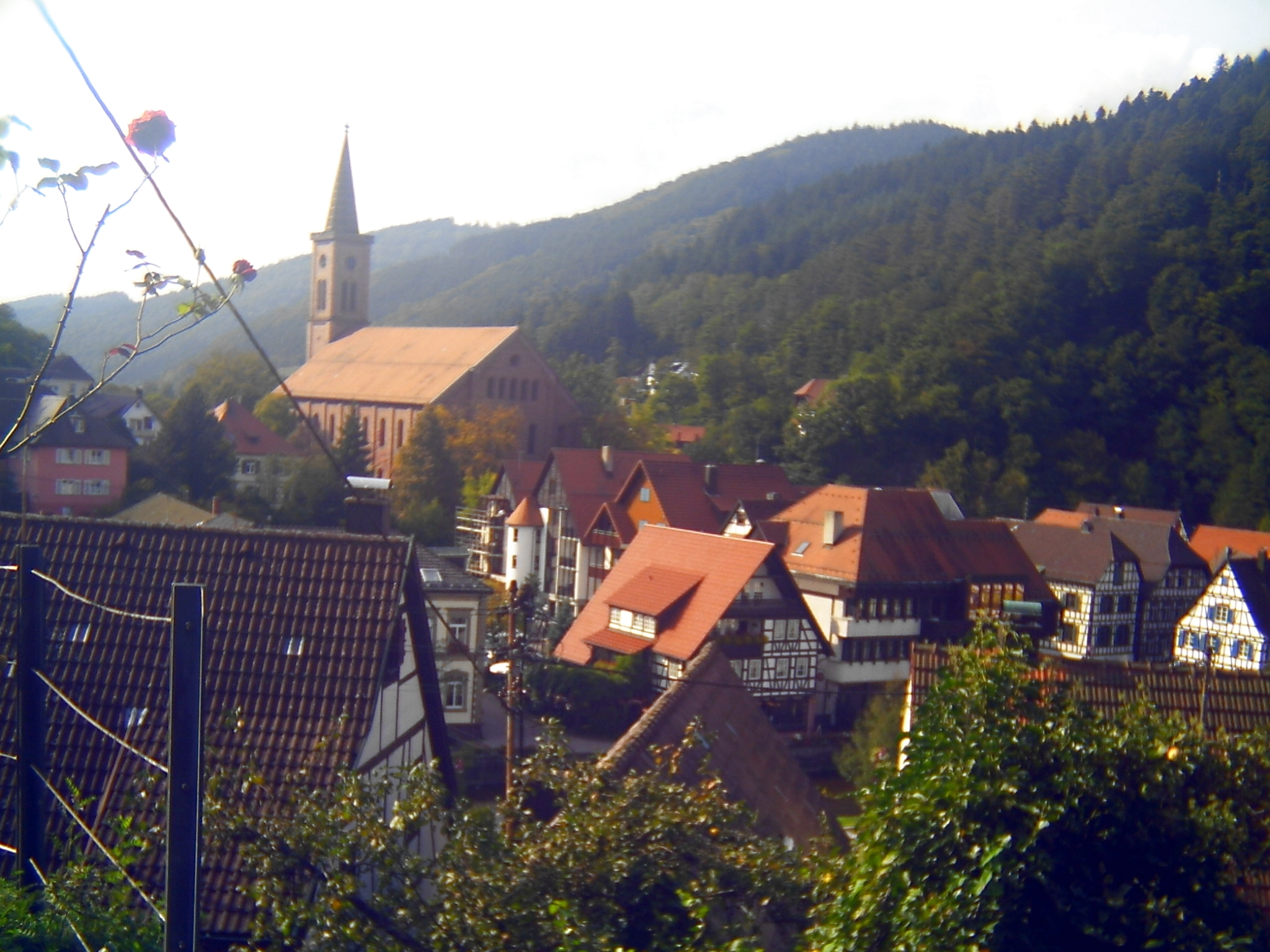
Schiltach
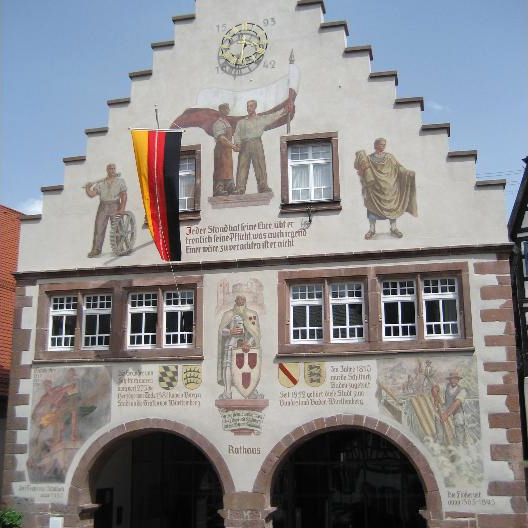
Raadhuis
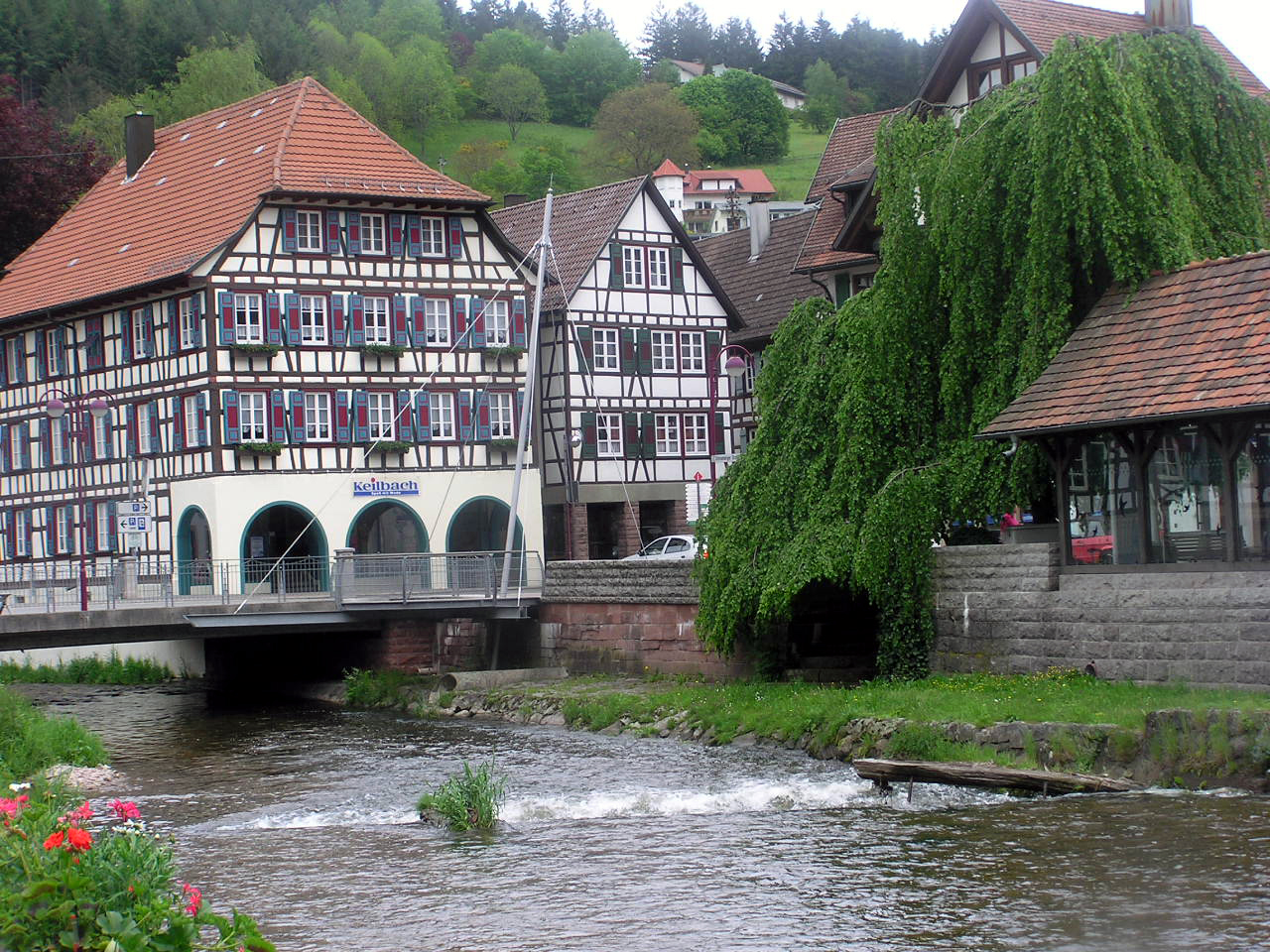
Brug over de Schiltach in Schiltach
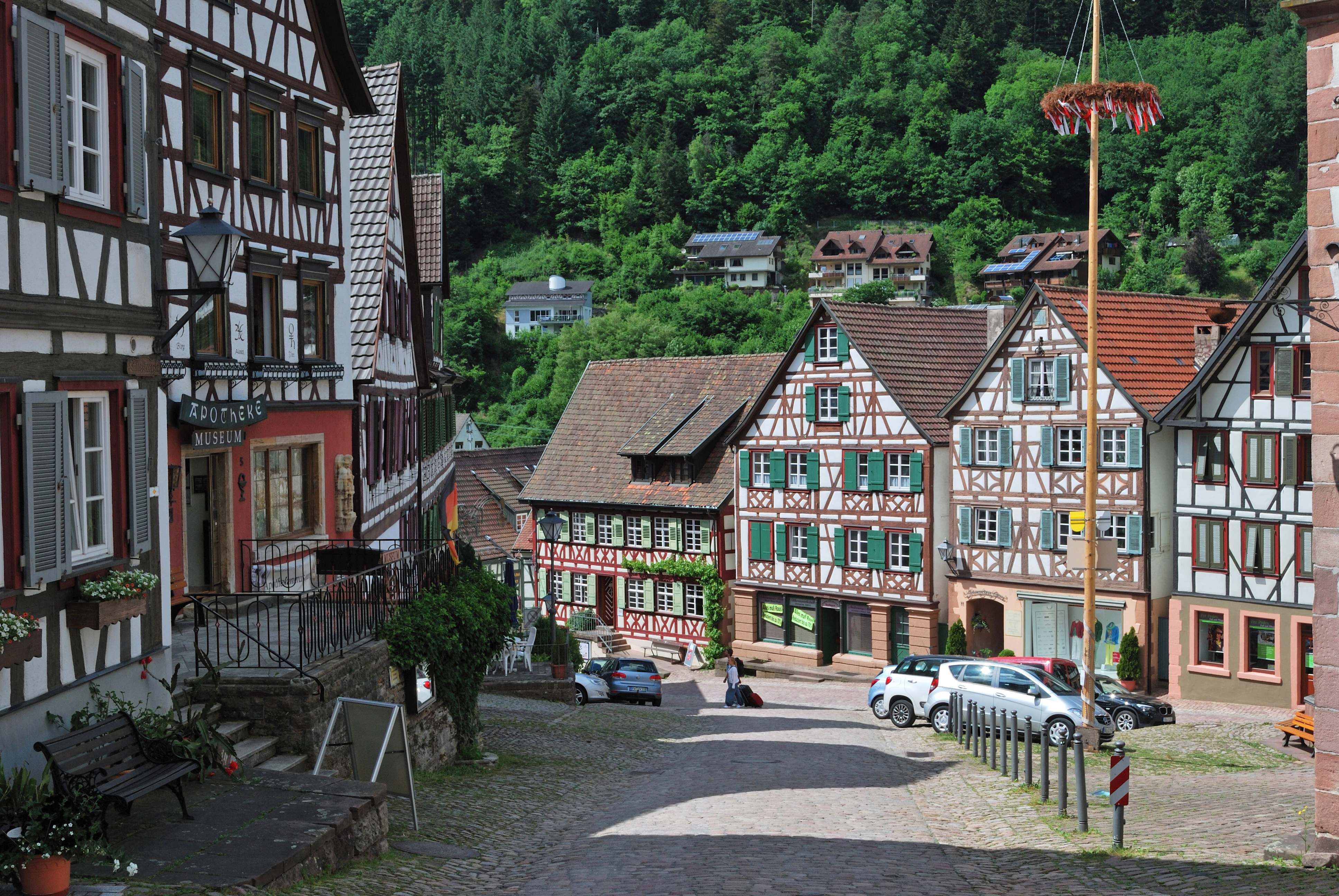
Marktplein van Schiltach
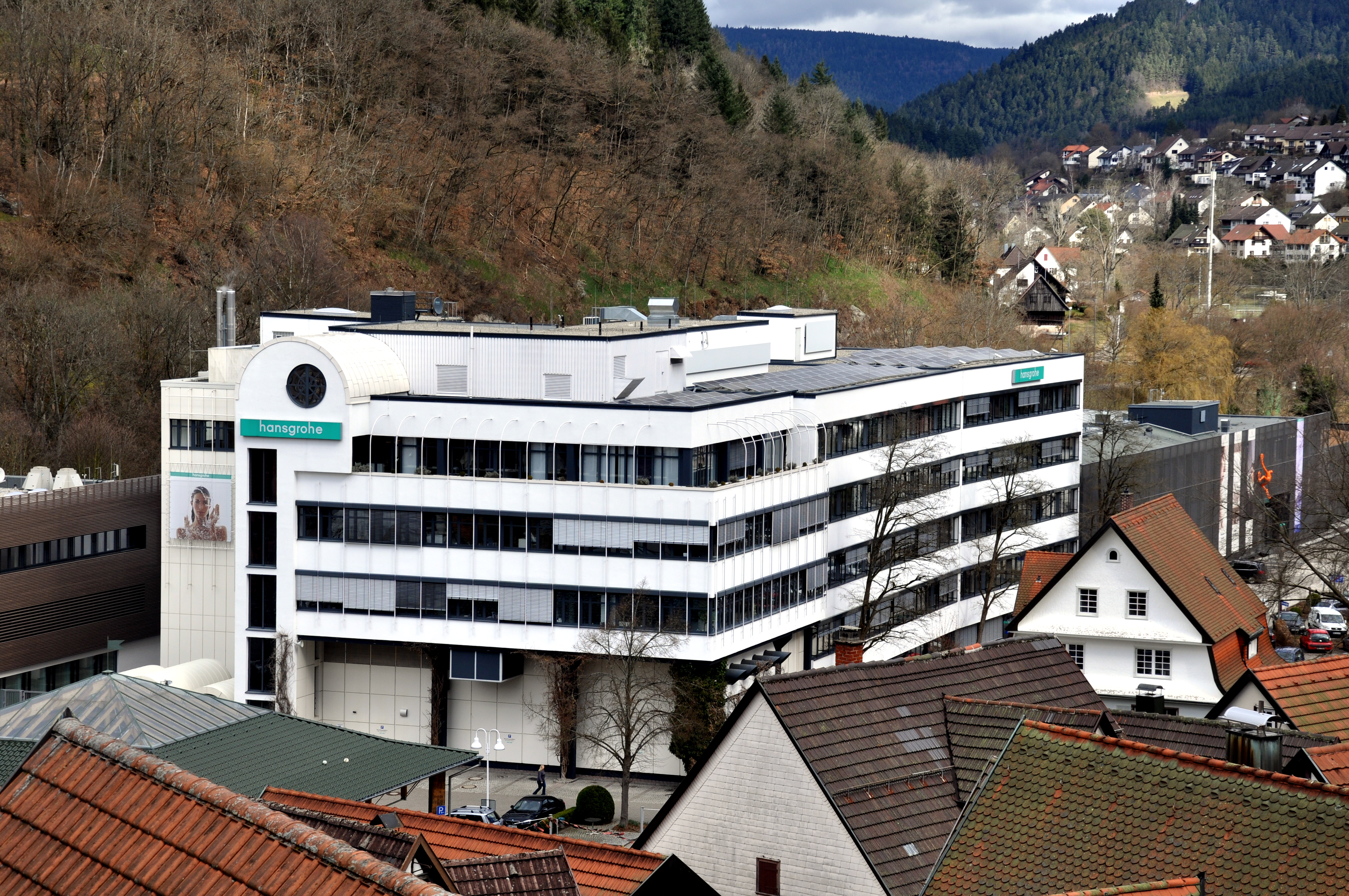
Zetel van de Hansgrohe Group in Schiltach

Aichhalden ·
Bösingen ·
Deißlingen ·
Dietingen ·
Dornhan ·
Dunningen ·
Epfendorf ·
Eschbronn ·
Fluorn-Winzeln ·
Hardt ·
Lauterbach ·
Oberndorf am Neckar ·
Rottweil ·
Schenkenzell ·
Schiltach ·
Schramberg ·
Sulz am Neckar ·
Villingendorf ·
Vöhringen ·
Wellendingen ·
Zimmern ob Rottweil